# Philodendron gigas
Philodendron gigas är en kallaväxtart som beskrevs av Thomas Bernard Croat. Philodendron gigas ingår i släktet Philodendron och familjen kallaväxter.
Artens utbredningsområde är Panamá. Inga underarter finns listade.